# شبکه فالکون
فالکون (به انگلیسی: FALCON) نام یک شبکه ارتباطی زیردریایی است که هند و چندین کشور حوزهٔ خلیج فارسی را به یکدیگر متصل می‌کند. این شبکه جزئی از شبکه فیبرنوری جهانی (فلگ) است و نقاط ارتباطی آن عبارتند از:
- سوئز در مصر
- عقبه در اردن
- جده در عربستان سعودی
- بور سودان در سودان
- حدیده در یمن
- الغیضه در یمن
- مسقط در عمان
- خصب در عمان
- جبل علی در امارت متحده عربی
- دوحه در قطر
- منامه در بحرین
- دمام در عربستان سعودی
- کویت
- فاو در عراق
- بندرعباس در ایران
- چابهار در ایران
- بمبئی در هند